# Landfriedstetten
Landfriedstetten (früher auch Lampelstätten oder Landpolsteti) ist ein Ort und eine Katastralgemeinde in der Gemeinde Bergland, Niederösterreich.

## Geografie
Das Dorf Landfriedstetten schließt östlich von Bergland unmittelbar an und ist über die Landesstraße L5315 erreichbar. Es besteht aus Kendl, den Weilern Hosinghof und Reith, der Rotte Dollbach, der Streusiedlung Schwannerfelden sowie mehreren Einzellagen.

## Geschichte
Der Ort wird bereits um 980 genannt, als Bischof Wolfgang von Regensburg die hiesigen Güter des Klosters Sankt Emmeram eintauschte. Das Stift Melk erhält im Jahr 1113 von Markgraf Leopold III. die Herrschaft über den Ort.
Im Franziszeischen Kataster von 1822 ist das Dorf mit zahlreichen Gehöften verzeichnet und an der Stelle des heutigen Gemeindehauptortes Bergland befinden sich nur Fluren. Laut Adressbuch von Österreich waren im Jahr 1938 in der Ortsgemeinde Landfriedstetten ein Gastwirt und mehrere Landwirte ansässig. Im Jahre 1968 schlossen sich die damaligen Gemeinde Landfriedstetten und Ratzenberg zusammen und nannten diesen Gemeinde Bergland – das ist die erste und die letzte Silbe aus je einem der Namen, und im Jahr 1972 kamen noch weitere Gemeinden hinzu.